# Joan Oliu i Pich
Joan Oliu i Pich (Sabadell, 1921- Hospitalet de Llobregat, 1998) fue un banquero y directivo de banca español. Su hijo es el banquero Josep Oliu Creus, actual presidente de Banco Sabadell.

## Trayectoria profesional
En 1977 fue nombrado director general de Banco Sabadell, entidad en la que trabajaba desde 1939, sucediendo a Francesc Monràs. Cesó el cargo en 1990. Como director general, promovió las exportaciones y convirtió a Banco Sabadell en una entidad muy vinculada a la vida social y cultural de Cataluña.

## Premios y distinciones
- Creu de Sant Jordi (1991)